# إنغه إدلر
إنغه غودمار إدلر (بالسويدية: Inge Gudmar Edler) ـ (17 مارس 1911 ـ 6 مارس 2001) هو طبيب قلب سويدي. اشترك مع كارل هيلموت هيرتز في تطوير تقنية التصوير الطبي بالموجات فوق الصوتية وتخطيط صدى القلب. وتقاسم الاثنان جائزة ألبرت لاسكر للأبحاث الطبية السريرية سنة 1977 تقديرًا لهذا الإنجاز.